# Stati africani per consumo di calorie
Il numero di calorie al giorno per definire una alimentazione soddisfacente è di 2500. Molti stati del primo mondo superano di gran lunga questa cifra e si raggiunge una sovralimentazione. Al contrario, molti stati del terzo mondo non arrivano a questa soglia e si parla di sottoalimentazione. In alcuni casi non si raggiungono le 2000 calorie al giorno che significa un alto rischio di morte per sottoalimentazione.
Questi dati relativi agli stati dell'Africa sono stati stimati dalla FAO che si occupa della alimentazione soprattutto nei paesi del Terzo Mondo. Le stime si riferiscono al 2005.
| Pos. | Stato               | Calorie al giorno | Note                       |
| ---- | ------------------- | ----------------- | -------------------------- |
| 1    | Egitto              | 3356              | 35% in più del fabbisogno  |
| 2    | Libia               | 3336              |                            |
| 3    | Tunisia             | 3247              | 30% in più del fabbisogno  |
| 4    | Capo Verde          | 3215              |                            |
| 5    | Marocco             | 3098              |                            |
| 6    | Algeria             | 3055              | 20% in più del fabbisogno  |
| 7    | Sudafrica           | 2962              |                            |
| 8    | Mauritania          | 2786              |                            |
| 9    | Nigeria             | 2714              | 10% in più del fabbisogno  |
| 10   | Ghana               | 2679              |                            |
| 11   | Gabon               | 2670              |                            |
| 12   | Benin               | 2614              | 5% in più del fabbisogno   |
| 13   | Burkina Faso        | 2516              |                            |
| 14   | São Tomé e Príncipe | 2468              |                            |
| 15   | Senegal             | 2374              | 5% in meno del fabbisogno  |
| 16   | Uganda              | 2360              |                            |
| 17   | Togo                | 2358              |                            |
| 18   | Namibia             | 2290              |                            |
| 19   | Sudan               | 2260              |                            |
| 20   | Camerun             | 2256              | 10% in meno del fabbisogno |
| 21   | Mali                | 2236              |                            |
| 22   | Botswana            | 2196              |                            |
| 23   | Niger               | 2170              |                            |
| 24   | Kenya               | 2154              |                            |
| 25   | Ciad                | 2147              |                            |
| 26   | Malawi              | 2125              | 15% in meno del fabbisogno |
| 27   | Angola              | 2089              |                            |
| 28   | Mozambico           | 2082              |                            |
| 29   | Ruanda              | 2071              |                            |
| 30   | Madagascar          | 2056              |                            |
| 31   | Zimbabwe            | 2004              | 20% in meno del fabbisogno |
| 32   | Zambia              | 1975              |                            |
| 33   | Tanzania            | 1959              |                            |
| 34   | Sierra Leone        | 1943              |                            |
| 35   | Rep. Centrafricana  | 1932              |                            |
| 36   | Liberia             | 1930              |                            |
| 37   | Etiopia             | 1858              | 25% in meno del fabbisogno |
| 38   | Eritrea             | 1789              |                            |
| 39   | Burundi             | 1647              |                            |
| 40   | RD del Congo        | 1606              | 35% in meno del fabbisogno |
| 41   | Somalia             | 1531              |                            |